# Можжевёловое масло

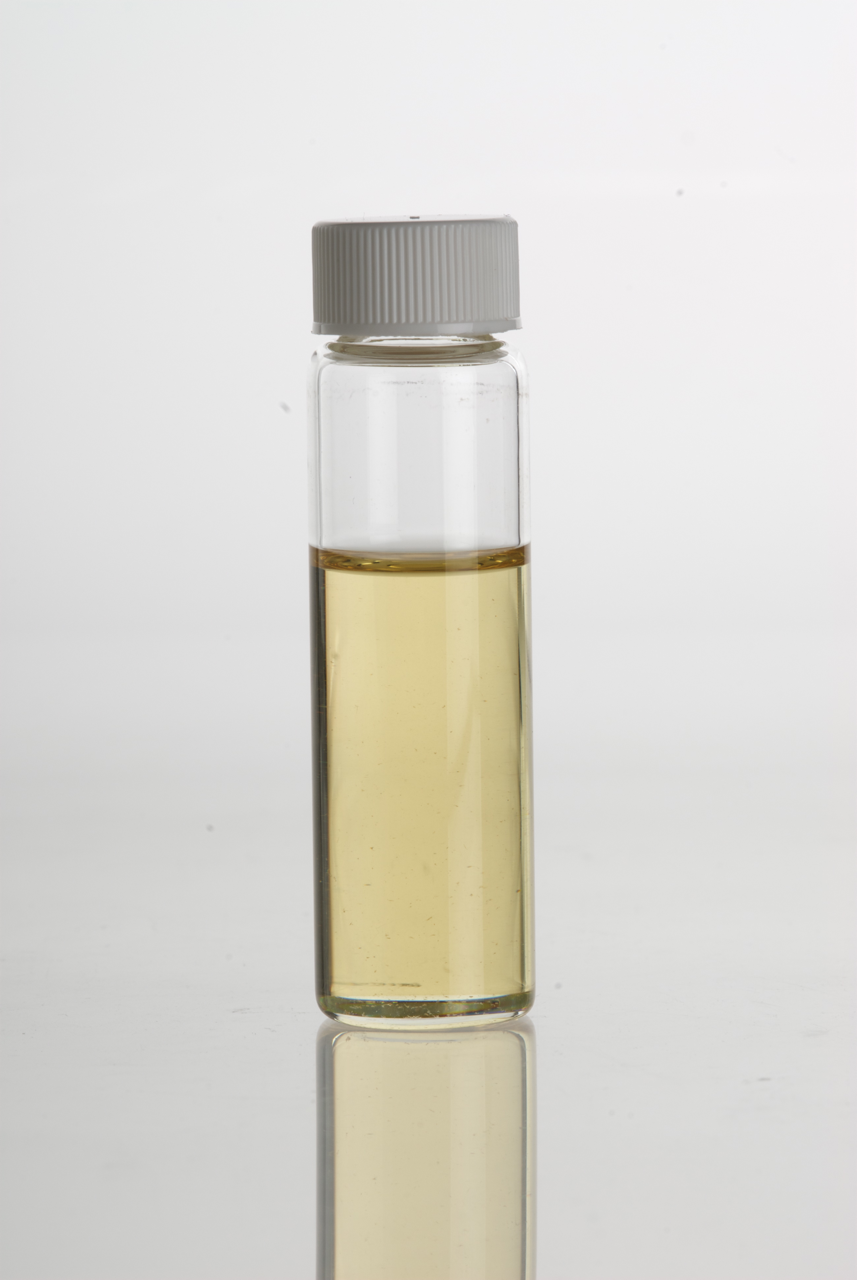
Пробирка с можжевёловым маслом

Можжевёловое (или можжеве́ловое) ма́сло — эфирное масло, содержится в ягодах можжевельника обыкновенного (Juniperus communis L.), произрастающего в Италии, Франции, Скандинавии, Югославии, Румынии, Германии, России.

## Свойства
Можжевёловое масло — бесцветная или жёлто-зелёная жидкость с хвойным запахом и жгучим вкусом. Растворимо в этаноле (1:0,5÷10 — 95%-м), бензилбензоате, диэтилфталате, растительных и минеральных маслах; нерастворимо в воде, глицерине и пропиленгликоле.
| {\displaystyle {\mbox{d}}_{20}^{20}} | {\displaystyle [{\mbox{n}}]_{\mbox{D}}^{20}} | {\displaystyle [\alpha ]_{\mbox{D}}^{20}} | Эфирное число | ЛД50, г/кг                              |
| ------------------------------------ | -------------------------------------------- | ----------------------------------------- | ------------- | --------------------------------------- |
| 0,850 ÷ 0,900                        | 1,4780 ÷ 1,4822                              | -22 ÷ +41                                 | до 20         | 5 крысы (перорально), кролики (накожно) |

## Химический состав
В состав масла входят: α-пинен (70—80%), мирцен, (+)-лимонен, дипентен, α- и γ-терпинены, α- и β-фелландрены, терпинолен, (+)-сабинен, сабинол, сантен, β-пинен, камфен, 3-карен, α-туйен, гумулен, α- и β-кадинены, β-элемен, триклициклен, борнеол, ундеканон, борнилацетат и другие компоненты.

## Получение
Получают из свежих и высушенных ягод можжевельника путём отгонки с паром, выход масла зависит от времени сбора, места и условий произрастания, и составляет 0,22—2%.
Основные производители — Италия и страны Скандинавии.

## Применение
Применяют в производстве кондитерских и ликёро-водочных изделий, а также как компонент лекарственных средств.